# Географические домены Украины

## Домены для регионов Украины и их столиц
В этом списке находятся только официальные домены.
| Название региона           | Столица         | Домен                       |
| -------------------------- | --------------- | --------------------------- |
| Винницкая область          | Винница         | .vinnytsia.ua; .vn.ua       |
| Волынская область          | Луцк            | .lutsk.ua; .lt.ua           |
| Днепропетровская область   | Днепр           | .dnepropetrovsk.ua; .dp.ua  |
| Донецкая область           | Донецк          | .donetsk.ua; .dn.ua         |
| Житомирская область        | Житомир         | .zhitomir.ua; .zt.ua        |
| Закарпатская область       | Ужгород         | .uzhgorod.ua, uz.ua         |
| Запорожская область        | Запорожье       | .zaporizhzhe.ua; .zp.ua     |
| Ивано-Франковская область  | Ивано-Франковск | .ivano-frankivsk.ua; .if.ua |
| Киевская область           | Киев            | .kiev.ua; .kv.ua            |
| Кировоградская область     | Кропивницкий    | .kirovograd.ua; .kr.ua      |
| Луганская область          | Луганск         | .lugansk.ua; .lg.ua         |
| Львовская область          | Львов           | .lviv.ua; .lv.ua            |
| Николаевская область       | Николаев        | .mikolaev.ua; .mk.ua        |
| Одесская область           | Одесса          | .odesa.ua; .od.ua           |
| Полтавская область         | Полтава         | .poltava.ua; .pl.ua         |
| Ровненская область         | Ровно           | .rovno.ua; .rv.ua           |
| Сумская область            | Сумы            | .sumy.ua; .sm.ua            |
| Тернопольская область      | Тернополь       | .ternopil.ua; .te.ua        |
| Харьковская область        | Харьков         | .kharkov.ua; .kh.ua         |
| Херсонская область         | Херсон          | .kherson.ua; .ks.ua         |
| Хмельницкая область        | Хмельницкий     | .khmelnitskiy.ua; .km.ua    |
| Черкасская область         | Черкассы        | .cherkassy.ua; .ck.ua       |
| Черниговская область       | Чернигов        | .chernigov.ua; .cn.ua       |
| Черновицкая область        | Черновцы        | .chernivtski.ua; .cv.ua     |
| Киев                       |                 | .kiev.ua; .kv.ua            |
| Севастополь                |                 | .sevastopol.ua; .sv.ua      |
| Автономная Республика Крым | Симферополь     | .crimea.ua; .cr.ua          |